# TV Monaco
TV Monaco (estilitzat com TVMONACO) és un canal de televisió de servei públic del Principat de Mònaco, el qual va ser llançat l'1 de setembre de 2023. Aquest canal s'encarrega de la comunicació internacional del principat, després de la sortida dels estudis RMC de París el 2002 i la presa del 100% de TMC pel grup TF1 al juny de 2016. Entre els seus continguts, transmet una varietat de programes, que inclouen notícies, programes d'entrevistes i documentals, dissenyats per a mostrar i promoure la cultura monegasca.

## Història
Inicialment anomenada Monte-Carlo Riviera TV, originalment es va planejar el seu llançament a la fi de 2022. No obstant això, es va retardar fins al tercer trimestre de 2023. El 23 de març de 2023, es va anunciar un nou nom i data de llançament per al canal, de manera que l'emissora es denominaria TV Monaco i es llançaria oficialment l'1 de setembre de 2023. Així mateix, van anunciar plans per a sol·licitar la filiació a la Unió Europea de Radiodifusió i, si això succeeix, podria suposar el retorn de Mònaco al Festival de la Cançó d'Eurovisió a curt termini.
D'altra banda, el 18 d'abril de 2023 es van anunciar nous detalls sobre el servei. La programació estaria formada per notícies i esports en directe amb programació gravada per a la resta del dia. Aquest contingut consistiria inicialment en programació sense guió, però aniria agregant programació amb guió l'any o any i mig posterior al llançament. També es posaria l'accent en les preocupacions ambientals i la vida salvatge a Mònaco. El canal estaria disponible tant en plataformes lineals com digitals.
TV Monaco, que és finançada tant per l'Estat, a través de la publicitat, com de les vendes dels programes que produeix, és membre de TV5Monde, fet que permet que el seu contingut s'emeti en 200 països.